# The Beulah Show
The Beulah Show – amerykański sitcom opowiadający o losach afroamerykańskiej pomocy domowej, pracującej u białej rodziny Hendersonów.
Głównym źródłem humoru w serialu jest fakt, że tytułowa bohaterka, nazywana "królową kuchni", rozwiązuje problemy, z którymi nie radzą sobie jej pracodawcy. The Beulah Show był pierwszym w historii serialem, w którym główną rolę żeńską zagrała Afroamerykanka (w pierwszym sezonie w Beulah wcieliła się Ethel Waters, a w drugim i trzecim zastąpiła ją Louise Beavers; przez sześć ostatnich odcinków drugiego sezonu tytułową bohaterkę odgrywała również Hattie McDaniel).
Sitcom spotkał się z krytyką z uwagi na karykaturalne portrety przedstawicieli mniejszości rasowej.

## Obsada

### Sezon 1: 1950 – 1951
- Ethel Waters: Beulah
- Wiliam Post, Jr.: Harry Henderson  – ojciec rodziny, u której pracuje Beulah
- Ginger Jones: Alice Henderson – żona Harry'ego
- Clifford Sales: Donnie Henderson – syn Alice i Henry'ego
- Percy "Bud" Harris: Bill Jackson (od października 1950 do pierwszych miesięcy roku 1951) – partner głównej bohaterki
- Dooley Wilson: Bill Jackson (od pierwszych miesięcy 1951 do 1952)
- Butterfly McQueen: Oriole – przyjaciółka Beulah

### Sezon 2: kwiecień 1952 – sierpień 1952
- Louise Beavers: Beulah (kwiecień-lipiec)
- Hattie McDaniel: Beulah (lipiec-sierpień; sześć odcinków)
- David Bruce: Harry Henderson
- Jane Frazee: Alice Henderson
- Stuffy Singer: Donnie Henderson
- Ernest Whitman: Bill Jackson
- Ruby Dandridge: Oriole

### Sezon 3: wrzesień 1952 – grudzień 1952
- Louise Beavers: Beulah
- David Bruce: Harry Henderson
- Jane Frazee: Alice Henderson
- Stuffy Singer: Donnie Henderson
- Ernest Whitman: Bill Jackson
- Ruby Dandridge: Oriole